# Championnats du monde de cyclo-cross 2018
Navigation
Édition précédente Édition suivante
Les championnats du monde de cyclo-cross 2018, soixante-neuvième édition des championnats du monde de cyclo-cross, ont lieu les 3 et 4 février 2018 à Fauquemont aux Pays-Bas.

## Organisation
Les championnats du monde sont organisés sous l'égide de l'Union cycliste internationale. C'est sur un circuit inédit qu'à lieu cette 69e édition, et la huitième fois que l'épreuve est organisée aux Pays-Bas, la dernière édition remontant à 2014.
Les horaires de course sont donnés en heure locale.
| Samedi 3 février - 11 h 00 : Juniors - 13 h 00 : Femmes Moins de 23 ans - 15 h 00 : Femmes élites | Dimanche 4 février - 11 h 00 : Hommes Moins de 23 ans - 15 h 00 : Hommes élites |

## Résultats

### Hommes
| Épreuves        | Or            | Argent                 | Bronze               |
| --------------- | ------------- | ---------------------- | -------------------- |
| Élites          | Wout van Aert | Michael Vanthourenhout | Mathieu van der Poel |
| Moins de 23 ans | Eli Iserbyt   | Joris Nieuwenhuis      | Yan Gras             |
| Juniors         | Ben Tulett    | Tomáš Kopecký          | Ryan Kamp            |

### Femmes
| Épreuves        | Or            | Argent                     | Bronze        |
| --------------- | ------------- | -------------------------- | ------------- |
| Élites          | Sanne Cant    | Katherine Compton          | Lucinda Brand |
| Moins de 23 ans | Evie Richards | Ceylin Del Carmen Alvarado | Nadja Heigl   |

## Classements

### Course masculine
| Pos                                | Cycliste               | Pays     | Temps         |
| ---------------------------------- | ---------------------- | -------- | ------------- |
|                                    | Wout van Aert          | Belgique | 1 h 9 min 0 s |
| Médaille d'argent, Coupe du Monde  | Michael Vanthourenhout | Belgique | +2 min 13 s   |
| Médaille de bronze, Coupe du Monde | Mathieu van der Poel   | Pays-Bas | +2 min 30 s   |
| 4.                                 | Toon Aerts             | Belgique | +3 min 16 s   |
| 5.                                 | Lars van der Haar      | Pays-Bas | +4 min 29 s   |
| 6.                                 | Gioele Bertolini       | Italie   | +4 min 42 s   |
| 7.                                 | Tim Merlier            | Belgique | +4 min 56 s   |
| 8.                                 | Laurens Sweeck         | Belgique | +5 min 21 s   |
| 9.                                 | Daan Soete             | Belgique | +5 min 30 s   |
| 10.                                | Steve Chainel          | France   | +5 min 51 s   |

### Course masculine des moins de 23 ans
| Pos                                | Cycliste          | Pays       | Temps       |
| ---------------------------------- | ----------------- | ---------- | ----------- |
|                                    | Eli Iserbyt       | Belgique   | 50 min 54 s |
| Médaille d'argent, Coupe du Monde  | Joris Nieuwenhuis | Pays-Bas   | +28 s       |
| Médaille de bronze, Coupe du Monde | Yan Gras          | France     | +35 s       |
| 4.                                 | Adam Ťoupalík     | Tchéquie   | +1 min 25 s |
| 5.                                 | Thijs Aerts       | Belgique   | +1 min 44 s |
| 6.                                 | Antoine Benoist   | France     | +1 min 55 s |
| 7.                                 | Sieben Wouters    | Belgique   | +2 min 25 s |
| 8.                                 | Jakob Dorigoni    | Italie     | +2 min 56 s |
| 9.                                 | Gage Hecht        | États-Unis | +3 min 4 s  |
| 10.                                | Timo Kielich      | Belgique   | +3 min 11 s |

### Course masculine des juniors
| Pos                                | Cycliste          | Pays        | Temps        |
| ---------------------------------- | ----------------- | ----------- | ------------ |
|                                    | Ben Tulett        | Royaume-Uni | 41 min 19 s  |
| Médaille d'argent, Coupe du Monde  | Tomáš Kopecký     | Tchéquie    | + 22 s       |
| Médaille de bronze, Coupe du Monde | Ryan Kamp         | Pays-Bas    | + 30 s       |
| 4.                                 | Tom Lindner       | Allemagne   | + 34 s       |
| 5.                                 | Lane Maher        | États-Unis  | + 35 s       |
| 6.                                 | Pim Ronhaar       | Pays-Bas    | + 36 s       |
| 7.                                 | Mees Hendrikx     | Pays-Bas    | + 48 s       |
| 8.                                 | Gerben Kuypers    | Belgique    | + 55 s       |
| 9.                                 | Ryan Cortjens     | Belgique    | + 59 s       |
| 10.                                | Thibault Valognes | France      | + 1 min 10 s |

### Course féminine
| Pos                                | Cycliste          | Pays       | Temps       |
| ---------------------------------- | ----------------- | ---------- | ----------- |
|                                    | Sanne Cant        | Belgique   | 49 min 34 s |
| Médaille d'argent, Coupe du Monde  | Katherine Compton | États-Unis | +12 s       |
| Médaille de bronze, Coupe du Monde | Lucinda Brand     | Pays-Bas   | +26 s       |
| 4.                                 | Christine Majerus | Luxembourg | +55 s       |
| 5.                                 | Elisabeth Brandau | Allemagne  | +1 min 26 s |
| 6.                                 | Kaitlin Keough    | États-Unis | +1 min 45 s |
| 7.                                 | Eva Lechner       | Italie     | +1 min 49 s |
| 8.                                 | Elle Anderson     | États-Unis | +1 min 57 s |
| 9.                                 | Marlène Petit     | France     | +2 min 10 s |
| 10.                                | Caroline Mani     | France     | +2 min 38 s |

### Course féminine des moins de 23 ans

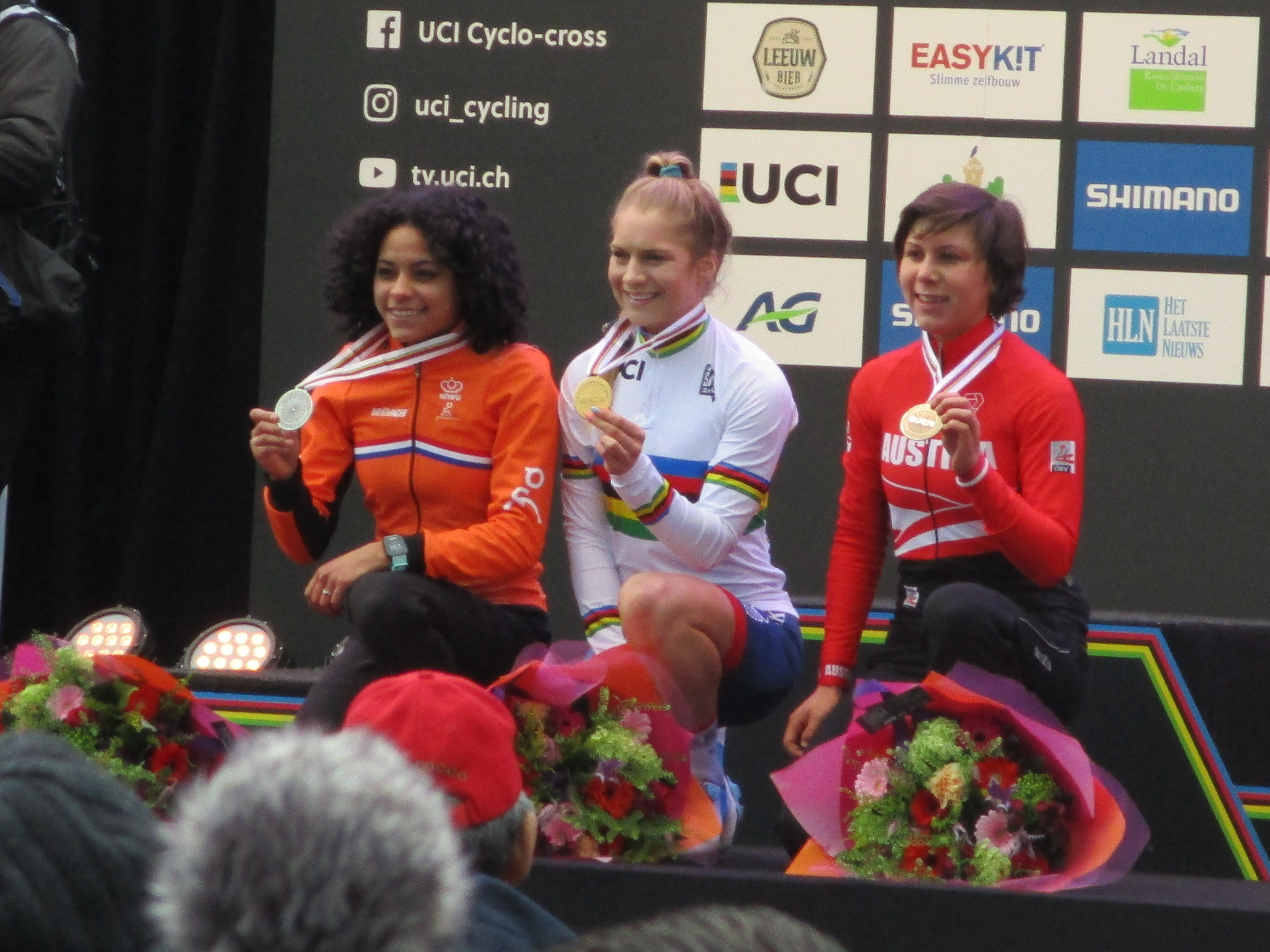

| Pos                                | Cycliste                   | Pays        | Temps       |
| ---------------------------------- | -------------------------- | ----------- | ----------- |
|                                    | Evie Richards              | Royaume-Uni | 37 min 52 s |
| Médaille d'argent, Coupe du Monde  | Ceylin Del Carmen Alvarado | Pays-Bas    | +38 s       |
| Médaille de bronze, Coupe du Monde | Nadja Heigl                | Autriche    | +1 min 4 s  |
| 4.                                 | Harriet Harnden            | Royaume-Uni | +1 min 24 s |
| 5.                                 | Fleur Nagengast            | Pays-Bas    | +1 min 40 s |
| 6.                                 | Sara Casasola              | Italie      | +1 min 40 s |
| 7.                                 | Emma White                 | États-Unis  | +1 min 59 s |
| 8.                                 | Marion Norbert-Riberolle   | France      | +2 min 3 s  |
| 9.                                 | Adéla Šafářová             | Tchéquie    | +2 min 3 s  |
| 10.                                | Laura Verdonschot          | Belgique    | +2 min 41 s |

## Tableau des médailles
| Rang  | Nation      | Or | Argent | Bronze | Total |
| ----- | ----------- | -- | ------ | ------ | ----- |
| 1     | Belgique    | 3  | 1      | 0      | 4     |
| 2     | Royaume-Uni | 2  | 0      | 0      | 2     |
| 3     | Pays-Bas    | 0  | 2      | 3      | 5     |
| 4     | États-Unis  | 0  | 1      | 0      | 1     |
| 4     | Tchéquie    | 0  | 1      | 0      | 1     |
| 6     | Autriche    | 0  | 0      | 1      | 1     |
| 6     | France      | 0  | 0      | 1      | 1     |
| Total | Total       | 5  | 5      | 5      | 15    |